# Henric Wacklin
Henric Wacklin, född 1736 i Uleåborg, Finland, död 1802 i Uleåborg, var en finländsk byggmästare, handelsman och målare. 
Han var son till rådmannen Zakarias Wacklin och Sara Margareta Holmgren och brorson till Isaac Wacklin. Han blev student vid Kungliga Akademien i Åbo 1755 och senare samma år student vid Uppsala universitet. Han var verksam som byggmästare och handlare i Uleåborg. Han visade även artistiska anlag och besökte sin farbror i Stockholm för att få ytterligare utbildning inom konstmåleri. För Uleåborgs kyrka målade han den gamla altartavlan Frälsaren på korset. Wacklin är representerad med ett porträtt av Jakob Limon vid Saustila i Sagu. 